# Massif de l'Aigoual
Het Massif de l'Aigoual is een bergmassief in zuidwesten van het gebergte van de Cevennen in het departement Lozère in Frankrijk. Het hoogste punt van het massief wordt gevormd door de Mont Aigoual (1567 m).
Het ligt tussen Meyrueis en Le Vigan en is bereikbaar via de D986. Deze weg doorsnijdt het gehele massief vanuit het noordwesten (Meyrueis) naar het zuidoosten (Valleraugue). Centraal in het massief ligt het vakantiedorp l'Espérou. Verder liggen er nog enkele dorpen in het massief zoals Saint-Sauveur-Camprieu (1100m) en Dourbies (900m).